# Jérôme Baugnies
Jérôme Baugnies (* 1. April 1987 in Soignies) ist ein belgischer Radrennfahrer.

## Sportliche Karriere
2004 belegte Jérôme Baugnies als Junior bei Paris–Roubaix Rang sieben und Rang neun bei der Flandern-Rundfahrt, im Jahr darauf wurde er Dritter bei der Junioren-Austragung von Paris–Roubaix. 2006 erhielt er beim Team Bodysol-Win for Life-Jong Vlaanderen seinen ersten Vertrag. In seinem zweiten Jahr dort gewann er mit seinen Teamkollegen das Mannschaftszeitfahren der Volta a Lleida. Zudem wurde er Vierter von Paris–Tours (U23) und 2008 Zweiter der Flandern-Rundfahrt (U23) sowie Zweiter der nationalen U23-Straßenmeisterschaft. Bei den UCI-Straßen-Weltmeisterschaften 2009 belegte er Platz fünf im Rennen der U23. Im Jahre 2011 wurde er Zweiter von Rund um den Finanzplatz Eschborn-Frankfurt, hinter dem Deutschen John Degenkolb. 2013 gewann er den Kattekoers, die U23-Austragung von Gent–Wevelgem sowie die belgische Straßenmeisterschaft für Elitefahrer ohne Vertrag.
Von 2014 bis 2019 startete Baugnies für das Team Wanty-Groupe. Im ersten Jahr entschied er jeweils eine Etappe La Tropicale Amissa Bongo Ondimba und der Tour des Fjords für sich, 2015 gewann er den Druivenkoers, bei dem er in den beiden folgenden Jahren ebenfalls siegte. 2016 siegte er bei der Sprintwertung der Ruta del Sol, bei einer Etappe der Rhône-Alpes Isère Tour der Internationale Wielertrofee Jong Maar Moedig, die er 2018 erneut gewann. 2017 erlitt er während des Grand Prix de Wallonie einen schweren Sturz und einen Bruch des Brustwirbels. 2018 gewann er zudem den Grote Prijs Stad Zottegem.

## Erfolge
2007
- Mannschaftszeitfahren Volta a Lleida

2013
- Kattekoers
- Belgischer Meister – Straßenrennen (Elite ohne Vertrag)

2014
- eine Etappe La Tropicale Amissa Bongo Ondimba
- eine Etappe Tour des Fjords

2015
- Druivenkoers

2016
- Sprintwertung Ruta del Sol
- eine Etappe Rhône-Alpes Isère Tour
- Internationale Wielertrofee Jong Maar Moedig
- Druivenkoers

2017
- Druivenkoers

2018
- Internationale Wielertrofee Jong Maar Moedig
- Grote Prijs Stad Zottegem

## Teams
- 2006 Bodysol-Win for Life-Jong Vlaanderen
- 2007 Davitamon-Win for Life-Jong Vlaanderen
- 2008 Davitamon-Lotto-Jong Vlaanderen
- 2009 Cinelli-Down Under (bis 31. August)
- 2009 Josan Isorex Mercedes Benz Aalst-CT (ab 1. September)
- 2010 Topsport Vlaanderen-Mercator
- 2011 Topsport Vlaanderen-Mercator
- 2012 Team NetApp
- 2013 To Win-Josan Cycling Team
- 2014 Wanty-Groupe Gobert
- 2015 Wanty-Groupe Gobert
- 2016 Wanty-Groupe Gobert
- 2017 Wanty-Groupe Gobert
- 2018 Wanty-Groupe Gobert
- 2019 Wanty-Gobert Cycling Team
- 2020 Canyon dhb p/b Soreen